# Nationales Zentrum Frühe Hilfen
Um den Schutz von Kindern vor Vernachlässigung und Misshandlung zu verbessern, hat das Bundesministerium für Familie, Senioren, Frauen und Jugend im Rahmen des Aktionsprogramms „Frühe Hilfen für Eltern und Kinder und soziale Frühwarnsysteme“ 2007 das Nationale Zentrum Frühe Hilfen (NZFH) eingerichtet. Das Zentrum soll dazu beitragen, den Auf- und Ausbau von Unterstützungssystemen der Jugendhilfe und des Gesundheitswesens für werdende Eltern sowie Eltern von Säuglingen und Kleinkindern zu fördern.

## Träger und Ziele
Durch eine bessere und verbindliche Zusammenarbeit von Kinder- und Jugendhilfe und Gesundheitssystem soll der Schutz von Säuglingen und Kleinkindern aus besonders belasteten Familien vor Vernachlässigung und Misshandlung intensiviert werden.
Primäres Ziel des Zentrums ist daher, Verständigungsprozesse von Akteurinnen und Akteuren aus den unterschiedlichen Arbeitsfeldern und Disziplinen zu fördern. Dieser Grundgedanke findet eine Entsprechung in der gemeinsamen Trägerschaft des Zentrums durch die Bundeszentrale für gesundheitliche Aufklärung (BZgA) und das Deutsche Jugendinstitut (DJI). Die BZgA verfolgt seit ihrer Gründung im Jahr 1967 das Ziel, Gesundheitsrisiken bei Kindern und Jugendlichen sowie ihren Eltern vorzubeugen und bei ihnen gesundheitsfördernde Lebensweisen zu unterstützen. Das DJI untersucht seit 1963 die Lebenslagen und Entwicklungen von Kindern, Jugendlichen, Frauen, Männern und Familien sowie darauf bezogene öffentliche Angebote zu ihrer Unterstützung und Förderung. Seinen Sitz hat das von diesen beiden Häusern getragene Nationale Zentrum Frühe Hilfen bei der BZgA in Köln.

## Aufgabenbereiche
Zu seinen Aufgaben zählt das NZFH die Erstellung einer Wissensplattform zu Frühen Hilfen, unter anderem durch die Bündelung und Aufbereitung von Ergebnissen aus Modellprojekten, die Kommunikation in die Fachöffentlichkeit und Allgemeinbevölkerung sowie den Transfer von Erfahrungen und Erkenntnissen aus der Forschung und Praxis Früher Hilfen in die Fachöffentlichkeit. Frühe Hilfen umfassen koordinierte Hilfsangebote für Eltern und Kinder ab Beginn der Schwangerschaft und in den ersten Lebensjahren. Es handelt sich vor allem um Angebote aus der Kinder- und Jugendhilfe, dem Gesundheitssystem, der Frühförderung und der Schwangerenberatung. Darunter sind sowohl Angebote im Sinne der Gesundheitsförderung (universelle/primäre Prävention) als auch Angebote an Familien in Problemlagen (selektive/sekundäre Prävention).
Das NZFH hat unter anderem die Kompetenzprofile „Familienhebamme“ und für „Familien-Gesundheits- und Kinderkrankenpflegerinnen und -pfleger“ (FGKiKP) entwickelt.